# La Bella i la Bèstia (sèrie de televisió)
La Bella i la Bèstia (títol original: Beauty and the Beast), és una sèrie de televisió de fantasia i drama estatunidenca que es va emetre per primera vegada a CBS del 25 de setembre de 1987 al 4 d'agost de 1990. La versió actualitzada del conte de fades del creador Ron Koslow té un doble enfocament: la relació entre Vincent (Ron Perlman), un home-bèstia mític i noble, i Catherine (Linda Hamilton), una astuta fiscal assistent de districte de Nova York i una comunitat utòpica secreta de marginats socials que viuen en un santuari subterrani. A través d'un vincle empàtic, Vincent sent les emocions de Catherine i es converteix en el seu protector.
La sèrie va ser emesa per TV3.

## Premissa
La sèrie segueix el desenvolupament de la relació entre els personatges i la divisió entre Nova York i el món ocult que hi ha sota. En un gir del conte original, però, aquesta "bèstia" no es transforma en la idea de bellesa de la societat després de guanyar-se l'amor de Catherine. Més aviat, es permet que la bellesa interior de Vincent segueixi sent el focus de qui és, i és la vida de Catherine la que es transforma de la seva relació amb Vincent.
En la tercera temporada després de la mort del personatge Catherine, Jo Anderson es va convertir en la nova protagonista femenina interpretant Diana Bennett, una perfiladora criminal que investiga l'assassinat de Catherine.

## Personatges principals
Catherine Chandler (interpretada per Linda Hamilton): advocada corporativa del bufet d'advocats del seu pare. Després de ser segrestada, colpejada i tallada la cara en ser confosa amb Carol Stabler, Catherine va ser rescatada i atesa per Vincent. Després d'aquesta experiència, Catherine canvia la seva vida completament i es converteix en investigadora de l'oficina del fiscal de districte de Manhattan. A la tercera temporada, Catherine queda embarassada del fill de Vincent i és capturada per Gabriel. Més tard és assassinada per Gabriel que li fa una sobredosi de morfina.
Vincent (interpretat per Ron Perlman) - Un home de complexió extremadament gran amb les característiques facials d'un lleó (dents amb ullals, nas aplanat i musell felí) i dits amb punta amb ungles semblants a urpes. També és molt més fort que els humans corrents i, quan s'enfada, grunyeix i rugeix com un lleó. Porta una capa amb caputxa per ocultar la seva aparença dels estranys mentre camina pels carrers de la ciutat de nit. Es desconeix la seva filiació, ja que va ser trobat quan era un bebè a prop de l'Hospital de Sant Vicenç i portat al pare per l'esposa de Paracels, Anna. Vincent té habilitats empàtiques que li permeten saber quan Catherine està en perill. Després de la mort de Catherine, el seu fill petit va quedar captiu a les urpes de Gabriel, la qual cosa el va impulsar a eliminar les operacions de Gabriel. S'acaba rendint a Gabriel quan escolta que el seu fill està malalt. Això condueix a una missió de rescat de Diana i la resta del "Món de sota". Després de la mort de Gabriel, Vincent salva el seu fill i li posa el nom del veritable nom del pare; Jacob. El maquillatge de Vincent va ser ideat pel veterà maquillador de Hollywood Rick Baker. Va ser Baker qui va donar personalitat a Perlman basant-se en les seves experiències anteriors en pròtesis i va lluitar dur pel seu càsting, la qual cosa va iniciar una amistat duradora entre tots dos. Matt McColm va ser un doble per a Perlman.
Diana Bennett (interpretada per Jo Anderson): Diana és un perfilador criminal de la "Divisió 210" del Departament de Policia de Nova York, que investiga casos inusuals més enllà de l'abast de la policia normal. Va debutar a la temporada 3 on va ser cridada per investigar l'assassinat de Catherine. Més tard esdevé amiga de "The World Below" i té un paper en la batalla final contra Gabriel, acabant amb la seva vida disparant-li mortalment amb l'arma de Catherine.

## Producció
Com indica el títol, la premissa de la sèrie està inspirada en el conte de fades "La Bella i la Bèstia"; en particular, hi ha alguna connexió amb la pel·lícula francesa de 1946 de Jean Cocteau, La Belle et la Bête.
George R. R. Martin, que més tard escriuria la sèrie de llibres A Song of Ice and Fire que després es va adaptar a l'aclamada sèrie de televisió Game of Thrones, va ser un escriptor i productor del programa.
El 2004 i el 2007, La Bella i la Bèstia va ocupar els llocs 14 i 17, respectivament, als millors programes de culte de TV Guide.